# 西林覺羅氏
西林觉罗氏（穆麟德轉寫：Sirin Gioro hala）是满洲著姓觉罗氏的分支之一。该氏世居汪秦、佛阿拉、长白山、宁古塔、吉阳、辉发、札库木、尼马察、哈达等十四处地方，以世居汪秦的屯台家族最为知名，屯台元孙鄂尔泰官至保和殿大学士。民国以后，西林觉罗氏多以赵、鄂、召、岳、陈、黄、李、舒等为汉姓。

## 清代主要世家

### 屯台家族

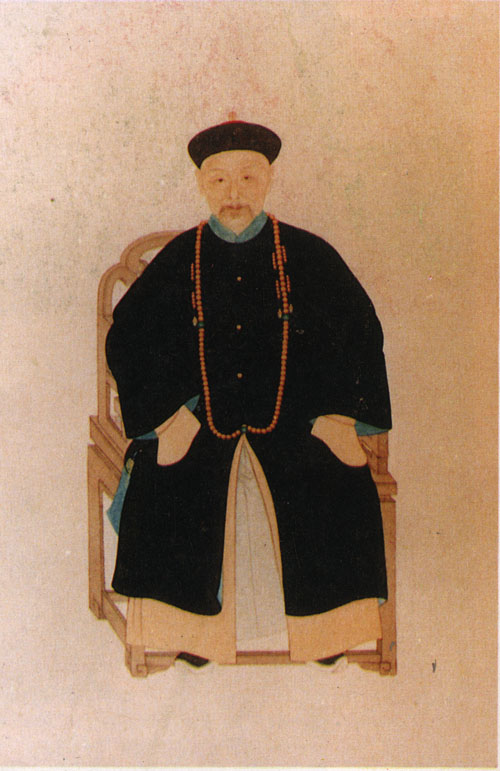
屯台元孙、大学士鄂尔泰

镶蓝旗屯台世居汪秦地方，努尔哈赤创业初期率族属归附，努尔哈赤甚为重视，将屯台之妹嫁给其伯父礼敦妃，并将觉罗叔瓦尔喀之妹嫁给屯台。八旗定制后，将屯台编为佐领使其统领，授骑都尉。屯台有子二人，由长子图扪袭职。图扪于大凌河之役被明军炮伤，皇太极亲临探视，仍大声请战，不久伤重而死，皇太极甚为伤感，给以骑都尉世职，雍正年间，清廷追思因其曾孙鄂尔泰平苗之功，追赠图扪内大臣、兵部尚书等职衔，给与一品诰封。图扪之子图彦图袭职，因入关之功加一云骑尉。长子图拜袭职，余子吴拜、鄂拜、苏拜亦多有战功。图扪其他后裔任参领、佐领、侍卫、防御等官职。其中三子鄂拜一系甚为显赫，其四子鄂尔泰历任总督、领侍卫内大臣、保和殿大学士、军机大臣，因平定西南土司之功封三等伯；五子鄂尔奇为康熙壬辰科进士，历任都察院左都御史、户兵两部尚书等职；都察院左都御史户兵两部尚书。长子鄂善之子鄂昌历任巡抚等职；三子鄂林泰之子鄂敏、鄂尔泰之子鄂容安皆为进士出身；六子鄂礼第五子鄂忻为固山额驸。然而，鄂尔泰因结党等事被乾隆帝所忌讳，其死后，家族遭到整肃，走向没落。
屯台次子穆程任佐领，其后人任员外郎、典仪、佐领、参领、主事、防御、侍卫等官职。
同旗西楞额、吴当阿、衮拜为屯台同族，其中西楞额之孙恩图因入关战功授一等轻车都尉，后人经调整后袭骑都尉兼一云骑尉世职。西楞额又一孙罗奇从征索伦，同时兼通书籍，赐号巴克什；曾孙恩格理任内阁侍读学士。吴当阿之孙蒙古曾任扎尔固齐；四世孙伟图布曾任甘肃布政使。

### 雅尔纳家族
镶白旗雅尔纳世居尼马察，努尔哈赤创业初期率领眷属归附，授骑都尉，任佐领。因追击进攻华克沙汉的明军有功，晋为三等轻车都尉，后因从征辽东有功，又三遇恩诏加至三等男，其孙玛尔泰袭职时削去恩诏所加之职，世袭二等轻车都尉。雅尔纳之次子吴克晋任佐领。雅尔纳亲伯奇旒曾孙布思塔任护军校从征四川，在盘龙山与王屏藩作战时阵亡，赠云骑尉世职。雅尔纳伯祖尼雅尔克之曾孙伊尔格讷任骁骑校，从征浙江，在江山与姜扬顺作战时阵亡，赠云骑尉世职。巴布哈世居宁古塔，为雅尔纳同族。

### 其他
拉尔霸世居汪秦，隶正蓝旗，其四世孙雅思哈任护军校从征湖广、贵州，与南明李定国作战时阵亡，赠云骑尉世职，其子常保袭职后从征、察哈尔布尔尼立功晋为骑都尉兼一云骑尉。拉尔霸六世孙吴拉禅任护军校，从征准噶尔阵亡，赠云骑尉世职，因无嗣由其侄额楞泰承袭。同旗拉瑚塔为拉尔霸同族。
镶蓝旗旒留世居汪秦，其曾孙阿哈尼堪任骁骑校，从征江西、广东，在韶州与马宝作战时阵亡，赠云骑尉世职。同地还有镶白旗包衣侃泰、玛尔塔、阿尔布哈；镶蓝旗噶克珠理等。
此外，正白旗贲布努、布颜；正红旗贝楞额、卓端；镶白旗翁吉讷；镶红旗鄂顺阿；正蓝旗翁爱；镶蓝旗颜玳、包衣方喀拉等后人均有轻车都尉、骑都尉等世职。其中，布颜与同旗楚阳阿为同族、卓端与镶蓝旗阿扬阿为同族。